# Böhla (Hirschstein)
Böhla ist ein Ortsteil der sächsischen Gemeinde Hirschstein im Landkreis Meißen. Der Ort ging aus einem zu Bahra gehörigen Einzelgut (Vorwerk) hervor. Als Gemeindeteil von Bahra kam Böhla am 1. März 1994 zur historischen Gemeinde Hirschstein, welche am 1. April 1996 in die Gemeinde Mehltheuer eingegliedert wurde. Diese wiederum nannte sich am 1. Oktober 1996 in Hirschstein um.

## Geographie

### Geographische Lage
Böhla liegt auf der linken Elbseite im östlichen Teil der Gemeinde Hirschstein, ca. zehn Kilometer südöstlich von Riesa.

### Nachbarorte
| Heyda (zu Hirschstein)  |                                             |                        |
| Kobeln (zu Hirschstein) | Kompassrose, die auf Nachbargemeinden zeigt | Bahra (zu Hirschstein) |
|                         | Oberlommatzsch (zu Diera-Zehren)            |                        |

## Geschichte
Im Jahr 1268 wird ein Johannes de Bele erwähnt, möglicherweise Besitzer eines hier befindlichen Herrengutes. Auch die historische Zuweisung eines 1329 erwähnten Conradus et Abilo de Belawe auf das heutige Böhla gilt laut Historischem Ortsverzeichnis von Sachsen als unsicher. 1406 taucht Bele erneut in den Urkunden auf. Der auf slawische Wurzeln zurückzuführende Ortsname bedeutet „feuchte Wiese“.
Das zur Grundherrschaft des Ritterguts Hirschstein gehörige Vorwerk in Böhla wurde erstmals 1539 erwähnt. Der kleine Ort Böhla bestand im Wesentlichen aus den Gebäuden des Vorwerks mit einer Fläche von 149 Hektar. 1723 sind hier zwei Häusler erwähnt, 1875 zählte Böhla 18 Einwohner.
Im Gegensatz zum 500 Meter nordöstlich gelegenen Nachbarort Bahra, zu dem Böhla in späterer Zeit gehörte, unterstand Böhla um 1791 nicht dem Erbamt Meißen, sondern anteilig den kursächsischen bzw. königlich-sächsischen Ämtern Prokuraturamt Meißen und Schulamt Meißen. Bei den im 19. Jahrhundert im Königreich Sachsen durchgeführten Verwaltungsreformen wurden die Ämter aufgelöst. Dadurch kam Böhla als Gemeindeteil von Bahra im Jahr 1856 unter die Verwaltung des Gerichtsamts Meißen und 1875 an die neu gegründete Amtshauptmannschaft Meißen. Kirchlich ist Böhla seit jeher nach Boritz gepfarrt.
Als Folge der Bodenreform in der Sowjetischen Besatzungszone wurde das Rittergutsland im Jahr 1946 an Neubauern und Vertriebene aus den ehemaligen deutschen Ostgebieten verteilt, wodurch Böhla um insgesamt 14 neue Bauernhöfe wuchs. Im Zuge der Gebietsreform 1952 wurde die Gemeinde Bahra mit Böhla und Neuhirschstein dem Kreis Riesa im Bezirk Dresden zugeordnet, welcher ab 1990 als sächsischer Landkreis Riesa fortgeführt wurde und 1994 im neu gebildeten Landkreis Riesa-Großenhain aufging.
Am 1. März 1994 schlossen sich die Gemeinden Bahra und Boritz mit ihren Ortsteilen zur Gemeinde Hirschstein zusammen. Seit der Eingemeindung von Hirschstein nach Mehltheuer am 1. April 1996 und der Umbenennung der Großgemeinde zum 1. Oktober 1996 gehört Böhla als Ortsteil wiederum zu Hirschstein. 2008 kam diese im Rahmen der zweiten Kreisreform in Sachsen zum Landkreis Meißen.

### Bevölkerungsentwicklung
| Jahr | Einwohner |
| ---- | --------- |
| 1723 | 2 Häusler |
| 1748 | 4 Hufen   |
| 1875 | 18        |